# Integrated School of Ocean Sciences

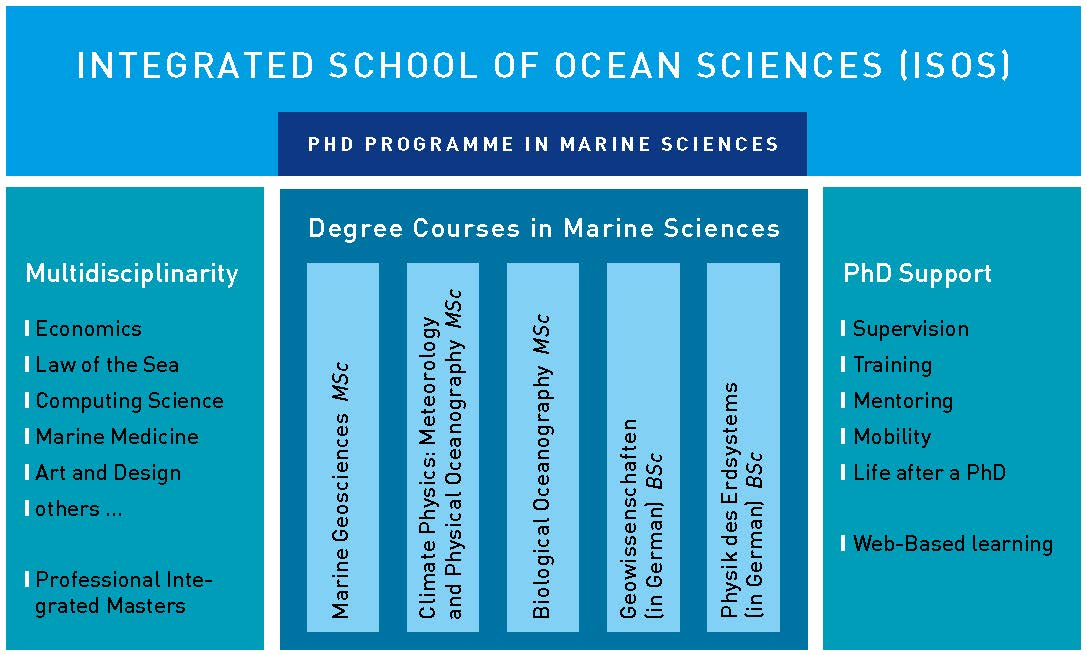
Organigramm der ISOS

Die Integrated School of Ocean Sciences (ISOS) ist die zentrale Plattform für Promovierende innerhalb der Meereswissenschaften in Kiel und Teil des Exzellenzclusters 'Ozean der Zukunft' an der Christian-Albrechts-Universität zu Kiel. 

## Allgemeines
Durch die Elemente Co-Betreuung durch mind. zwei Betreuer während der Promotion, ergänzendes Training in wissenschaftlichen und transdisziplinären Themen sowie Karriereentwicklung für Promovierende unterstützt ISOS die Partnerinstitutionen in ihrer institutionellen Verantwortung innerhalb der Postgraduiertenausbildung.  
Mehr als 160 Promovierende und 160 Betreuer nehmen an dem Programm teil (Stand: August 2017) und werden gleichermaßen durch die ISOS unterstützt. Durch die Teilnahme haben Promovierende einen Zugang zu einem Netzwerk, in dem die Disziplinen der Naturwissenschaften, Jura, Ökonomie, Ethik, Kunst und andere vereint sind. Promovierende werden aufgefordert, ihre Forschung in einem größeren, multidisziplinären Kontext zu sehen. Das forschungsbasierte Training wird flexibel auf die Bedürfnisse zugeschnitten und bezieht Partner aus der Wissenschaft, Industrie, Politik und NGOs ein; ein aktives Alumninetzwerk unterstützt das Programm zudem. Darüber hinaus können Promovierende finanzielle Unterstützung für Konferenzen erhalten und kleine Projekte, sogenannte Miniproposals, beantragen.